# La Azteca
La Azteca är en ort i Mexiko.   Den ligger i kommunen El Arenal och delstaten Hidalgo, i den sydöstra delen av landet, 90 km norr om huvudstaden Mexico City. La Azteca ligger 2 440 meter över havet och antalet invånare är 156.
Terrängen runt La Azteca är kuperad åt nordväst, men åt sydost är den platt. Terrängen runt La Azteca sluttar västerut. Runt La Azteca är det ganska tätbefolkat, med 75 invånare per kvadratkilometer. Närmaste större samhälle är Pachuca de Soto, 12,9 km öster om La Azteca. I omgivningarna runt La Azteca växer i huvudsak blandskog.